# Hypocacculus japhonis
Hypocacculus japhonis är en skalbaggsart som först beskrevs av Schmidt 1890.  Hypocacculus japhonis ingår i släktet Hypocacculus och familjen stumpbaggar. Inga underarter finns listade i Catalogue of Life.